# 柳井彝族乡
柳井彝族乡是中华人民共和国云南省文山壮族苗族自治州文山市下辖的一个民族乡。

## 行政区划
柳井彝族乡下辖以下村级行政区划单位：
柳井村、新发寨村、梅子箐村、三角地村、奢都村、界牌村和斗咀村。